# ジュビリー線
ジュビリー線 (ジュビリーせん、英語: Jubilee Line) は、東ロンドンのストラトフォードからロンドン北西部のスタンモアを結ぶロンドン地下鉄の路線。ロンドン地下鉄路線図上では灰色/銀色で示されている。

## 概要
ジュビリー線は1930年代までにメトロポリタン線の支線として建設され、1939年にベーカールー線に編入されたのちジュビリー線となったスタンモア - ベーカー・ストリート間、1979年にロンドン中心部のチャリング・クロスへ向かう路線として建設された部分、1999年に東ロンドンのストラトフォードに向けて延伸された区間の3つからなる。1999年開業の各駅は将来の路線再編の可能性などに配慮し、トンネル断面が大きくなっている。また、この区間の地下駅にはホームドアが設けられるなど、安全装備の充実が特筆される。全27駅中13駅が地下駅で、各駅のホーム延長は130mである。

## 歴史

### 1939年まで
1932年に他のロンドン北西の路線と同様に急増する近郊からの通勤客を輸送する目的で、メトロポリタン鉄道メインラインがウェンブリーパークからスタンモアまで延伸されたが、この新線の成功はメトロポリタン鉄道に別の問題を引き起こした。1930年代初期までに近郊からの輸送が顕著に改善された結果、戦後にロンドン中心部から西部へ人口が移動し、ベーカー・ストリートに流れ込む乗客の混雑過大が問題となったのである。
当初、メトロポリタン鉄道はエッジウェア・ロードに沿い、エッジウェア・ロード駅からウィルスデン・グリーンまでの路線を計画しており、現に、エッジウェア・ロード駅は8両編成対応のプラットホーム4面が設置されるよう事前に改築されていたが、LPTB(ロンドン旅客運輸委員会)の結成及びメトロポリタン鉄道の吸収により状況が変化した。新しい案ではメトロポリタン鉄道のエッジウェア・ロード駅からの延伸案を撤回、ベーカールー線の延長として、ベイカー・ストリート駅から北にセント・ジョンズ・ウッド、スイス・コテージを経由、並行する在来線の既存駅、ローズ駅、マールボロ・ロード駅、スイス・コテージ駅を廃止するものだった。メトロポリタン鉄道はピーク時のベーカールー線との乗り換え用にスイス・コテージ駅を、ローズ駅をクリケットの観客輸送用に残すよう提案したが、両駅は戦時中に廃止された。この新線はフィンチリー・ロード駅でメトロポリタン線との対面乗り換えを可能にするため、メトロポリタン線の2本ホームの間に地下から上がってくるよう計画された。ウェンブリー・パークまでの区間でベーカールー線はメトロポリタン線の各駅停車の役割を果たし、メトロポリタン線の列車はウェンブリー・パークからフィンチリー・ロードまでノンストップで走るようになり、所要時間が短縮された。このベーカールー延伸線はウェンブリー・パークからキングスベリー、クイーンズベリー、キャノン・パークを経由してスタンモアまで建設され、1939年に完成した。

### 1939年から1979年まで
1939年以降戦前・戦後のロンドン地下鉄ネットワーク計画には多くの新規路線が含まれていた。この計画には南から北東への"C線"（後にヴィクトリア線として建設される）、市を横切り、北東郊外とフェンチャーチ・ストリート駅、ワッピング駅、ルイシャム駅、ヘイズ駅などを結ぶ3号線及び4号線の2つの主要路線が含まれていた。
ベイカー・ストリート-ボンド・ストリート-トラファフガー・スクェア-ストランド-フリート・ストリート-ロッジゲート・サーカス-キャノン・ストリートを経由し、南東ロンドンに延びるフリート線がヴィクトリア線の完成後に建設される計画を1965年のタイムズが報じた。
C線はヴィクトリア線として1968年から1972年にかけて開業し、北東および南西への路線建設が続けられた。
1971年、新路線フリート線の建設が始まったが、経済的な問題、最終目的地の不透明さ、段階的に計画が進められた。最初の段階として、ベイカー・ストリートからスタンモアへのベーカールー線の支線がボンド・ストリート、グリーン・パークを経由してチャリング・クロスに至る2.5-マイル (4 km) の市内中心に伸びる新路線に接続された。この新線開通により、ベーカールー線のベイカー・ストリート-チャリング・クロス間の運行に余裕が出来、ベイカー・ストリートよりも北側の区間の増発が可能になった。
ヴィクトリア線で始められた対面乗り換えをこの新線もベイカー・ストリート駅でベーカールー線との間に1979年に実現している。フリート線建設工事の一環として、ベーカールー線のトラファルガー・スクェア駅とノーザン線のストランド駅がチャリング・クロス駅に統合され、既存の半地表のディストリクト線、サークル線のチャリング・クロス駅はエンバンクメントに改称された。
この新線はテムズ川の支流であるフリート川にちなんで、この線はフリート川とはルッジェート・サーカスでしか交差せず、ロンドン中心部では別の支流であるティバーン川に沿っているにもかかわらず、フリート線と仮称されたが、1977年にエリザベス2世の戴冠25周年（英語でシルバー・ジュビリー Silver Jubileeと呼ぶ）を記念し、保守党の1977年大ロンドン議会選挙での公約に従い、ジュビリー線に改名された。元のラインカラー「フリート（艦隊）」から連想される軍艦色だったが、ジュビリーを示す銀色に近い明るい灰色に変更された。
この路線はチャールズ3世（当時皇太子）により1979年5月30日に開業が宣言され、翌6月1日から一般営業運転を開始した。
1976年3月15日夕方、ウェスト・ハムステッド駅を出発した電車車内で爆発物が煙を上げたため急停車、9人が負傷した。爆発物を持っていたアイルランド共和国軍の男を取り押さえようとした電車の運転士が反撃に遭い射殺、1人が重傷。

### 1979年から1999年
1979年の開業はジュビリー線にとって下記4段階の最初の段階だったが、資金不足により次の段階に進んだのは1990年代後半に入ってからである。
- 第2段階 はフリート・ストリートに沿ってオルドウィッチ、ルジェット・サーカス、キャノン・ストリートを経由してフェンチャーチ駅を目指す計画。
- 第3段階はフリート川の下をさらにニュー・クロス経由ルイシャムまで、ニュー・クロス・ゲート駅までの2本の支線とともにサレー・ドック駅まで進む計画。
- 第4段階はルイシャム支線の延伸としてアジスコンブ・ヘイズ支線の近郊区間を置き換える計画。

上記案と別に、ジュビリー線をテムズ川に沿って延伸させる案が1970年代に考案された。この案は、フェンチャーチ・ストリートからカタリーヌ・ドックス、ワッピング、サレー・ドック・ノース、カナリー・ウォーフ、ノース・グリニッジ、カスタム・ハウス、シルバータウン、ウーウィッチ・アーセナルを経由してテムズメッドに至る路線で、「リバー線」と仮称されたが、予想建設費が膨大だったため建設には至らなかった。
1980年代の都市計画の変更、とりわけドックランズの再開発により、ジュビリー線をチャリング・クロスから延伸する計画は劇的に変化した。ドックランズへの延伸ルートにはいくつかの案があった。結果として、チャリング・クロスは放棄され、ひとつ手前のグリーン・パーク駅から分岐してウェストミンスター駅とウォータールー駅を経由するルートに決定し、1993年に工事が開始された。1999年、ジュビリー線はストラトフォードまで延伸し、途中に10駅が設けられた。この延長により、ジュビリー線はロンドン地下鉄の全路線と交差する当時唯一の路線となったが、その後イーストロンドン線のロンドン・オーバーグラウンドへの転換に伴う休止により、サークル線とノーザン線も全路線と交差する路線となっている。チャリング・クロスへの支線は現在旅客営業されていないが、グリーン・パークでの折返し運転や映画撮影に備えて現在も維持されている。

### 2005年アップグレード
既存の6両編成の列車に1両を追加するため作業が2005年12月26日から5日間の計画で行われ、ウェストミンスター - ストラトフォード間のホームドアが6両編成と7両編成に同時に対応できないため、作業中は全線が運休した。同時に4編成が追加、合計63編成となり、ピーク時に17％の輸送力増強、1日に6,000人相当が実現できたことになる。信号システムも同時に更新されたが、工事は予定より2日早く終わり、12月29日に運行を再開した。

## 車両

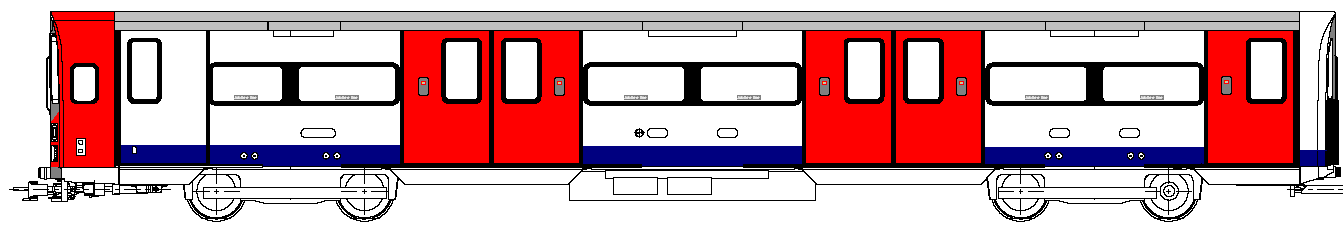
1996形電車先頭車側面図

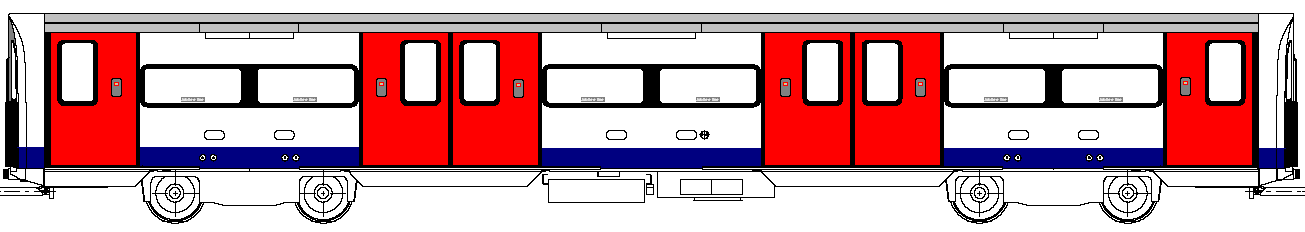
1996形電車中間車側面図

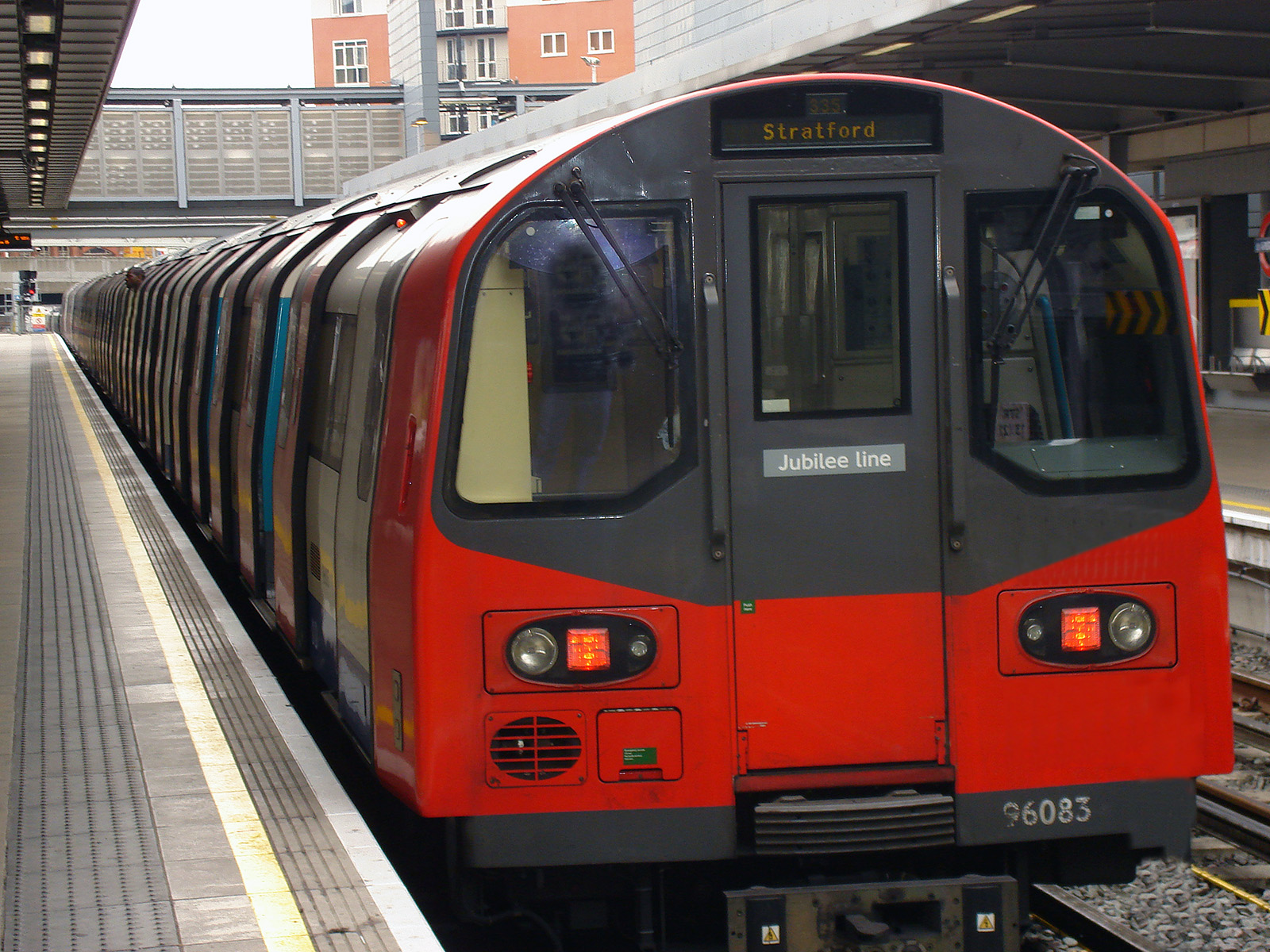
1996形電車 ストラトフォード駅にて

ジュビリー線開業時には1972形が使用されていたが、1984年に新造された1983形に一部が置き換えられ、捻出された1972形はベーカールー線に転用された。1983形は片開き扉で広いドアを持つ他の車両より乗降に時間がかかったことから、ジュビリー線の延伸を機に、ノーザン線用1995形に類似し、ジュビリー線向に設計変更が施された1996形に全車置き換えられた。1996形には自動放送装置と、車内に案内用表示装置が設けられた。この表示装置は当初行先だけが表示されていたが、次駅、乗り換え案内も順次表示されるようになり、後にこれらがスクロールして表示されるようさらに改良されている。

## 路線図
路線図はロンドン交通局のウェブサイトからダウンロードできる。

## 駅
| 駅名                                          | 写真 | 開業年月日     | 備考                                                       |
| --------------------------------------------- | ---- | -------------- | ---------------------------------------------------------- |
| スタンモア Stanmore                           |      | 1932年12月10日 |                                                            |
| キャノン・パーク Canons Park                  |      | 1932年12月10日 | Canons Park (Edgware)駅として開業し1933年に改称。          |
| クイーンズベリー Queensbury                   |      | 1934年12月16日 |                                                            |
| キングスベリー Kingsbury                      |      | 1932年12月10日 |                                                            |
| ウエンブリー・パーク Wembley Park             |      | 1893年10月14日 |                                                            |
| ニーズデン Neasden                            |      | 1880年8月2日   |                                                            |
| ドリス・ヒル Dollis Hill                      |      | 1909年10月11日 |                                                            |
| ウィルズデン・グリーン Willesden Green        |      | 1879年11月24日 |                                                            |
| キルバーン Kilburn                            |      | 1874年11月24日 | Kilburn & Brondesbury駅として開業し、1950年9月25日に改称。 |
| ウェスト・ハムステッド West Hampstead         |      | 1879年6月30日  |                                                            |
| フィンチリー・ロード Finchley Road            |      | 1879年6月30日  |                                                            |
| スイス・コテージ Swiss Cottage                |      | 1939年11月20日 |                                                            |
| セント・ジョンズ・ウッド St. John's Wood      |      | 1939年11月20日 |                                                            |
| ベイカー・ストリート Baker Street             |      | 1979年5月1日   |                                                            |
| ボンド・ストリート Bond Street                |      | 1979年5月1日   |                                                            |
| グリーン・パーク Green Park                   |      | 1979年5月1日   |                                                            |
| ウェストミンスター Westminster                |      | 1999年12月22日 |                                                            |
| ウォータールー Waterloo                       |      | 1999年9月24日  |                                                            |
| サザーク( ウォータールー・イースト) Southwark |      | 1999年11月20日 |                                                            |
| ロンドン・ブリッジ London Bridge              |      | 1999年10月7日  |                                                            |
| バーマンジー Bermondsey                       |      | 1999年9月17日  |                                                            |
| カナダ・ウォーター Canada Water               |      | 1999年9月17日  |                                                            |
| カナリー・ワーフ Canary Wharf                 |      | 1999年9月17日  |                                                            |
| ノース・グリニッジ North Greenwich            |      | 1999年5月14日  |                                                            |
| カニング・タウン Canning Town                 |      | 1999年5月14日  |                                                            |
| ウェスト・ハム West Ham                       |      | 1999年5月14日  |                                                            |
| ストラトフォード Stratford                    |      | 1999年5月14日  |                                                            |

### 廃止された駅
| 駅名                             | 開業年月日   | 廃止年月日     |
| -------------------------------- | ------------ | -------------- |
| チャリング・クロス Charing Cross | 1979年5月1日 | 1999年11月19日 |

ジュビリー線のチャリング・クロス駅のホームは残されており、ノース・グリニッジ/カナリー・ウォーフ - ストラトフォード間が運休される場合、3本に1本の割合で列車がグリーン・パーク止まりとなり、グリーン・パーク止まりの列車はチャリング・クロス駅跡まで回送されて折り返し、グリーン・パークから再び営業される。

## ギャラリー

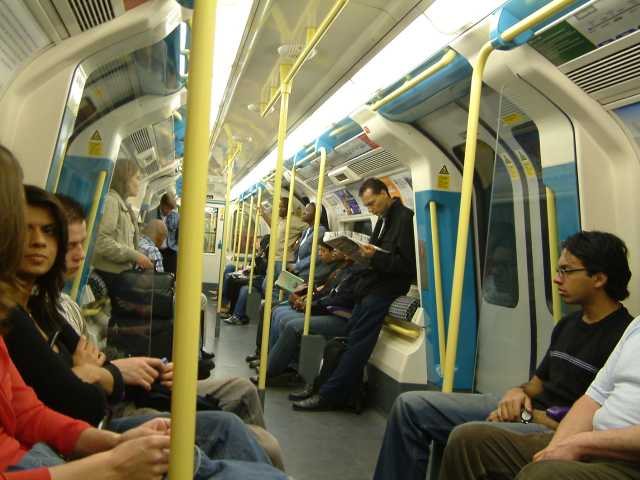
1996形の車内
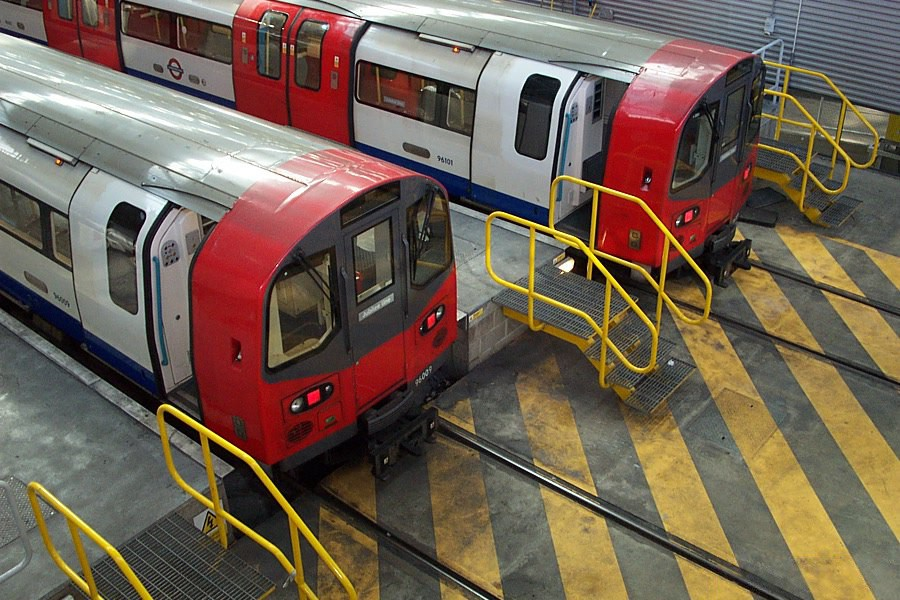
ストラトフォード・マーケット車両基地に並ぶ1996形
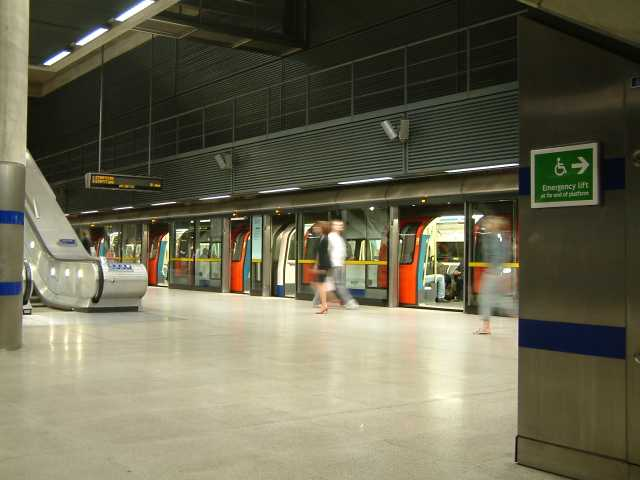
カナリー・ウォーフ駅にて
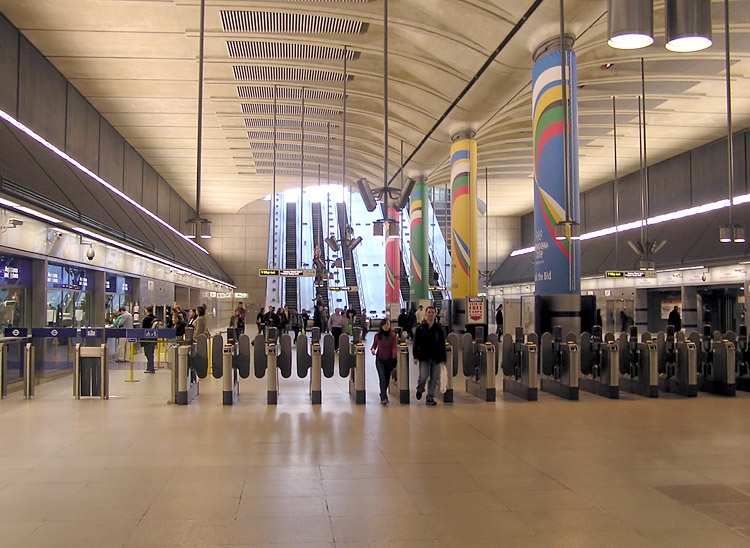
カナリー・ウォーフ駅の切符売り場

Architecture and the Built Environment (CABE)による駅のケーススタディにそのほかの駅の写真がある。
 カナリー・ウォーフ駅、ノース・グリニッジ駅、 サザーク駅 、ストラトフォード駅。